# Samsó Arbús
Samsó Arbús (Perpinyà, Rosselló, segle XVI — ?, 1600) fou un impressor català.
Nascut a Perpinyà, inicià la seva activitat tipogràfica a Barcelona, on hi ha constància durant el període de 1574 a 1581 de la impressió de dotze obres. Està documentat, però, de la seva estança a Barcelona des del 1572, any en el qual Eulàlia, la vídua de Pere de Montpezat, i Samsó Arbús formen societat amb Claudi Bornat i li compren dos terços de la impremta. Anys més tard, al voltant de 1584, s'estableix definitivament a Perpinyà, sent el primer que ho fa, d'ençà de la curta estada que hi feu l'impressor Joan Rosembach el 1500. A Perpinyà edità vint-i-vuit obres en el transcurs dels anys 1586 al 1596. La primera obra que hi imprimí fou la versió llatina del Directorium curatorum del bisbe d'Elna, Pere Màrtir Coma, el 1584. Hi ha constància de la seva presència a Perpinyà fins al 1598. L'any 1608 fou succeït en la impremta per Bartomeu Mas.
A partir de 1592, les notícies sobre l'impressor minven. No es troba cap altra evidència fins al 1594. El darrer imprès datat d'Arbús és de l'any 1597. Arbús va morir l'any 1600.
El taller d'Arbús estava instal·lat al carrer de Sant Domènec, tal com consta a l'edició del Tesoro de virtudes de 1576, de Juan Marsal, al peu d'impremta: “Impresso en Barcelona por Sanson Arbus. A la calle de Santo Domingo. Año de 1576”.
El CRAI Biblioteca de Fons Antic de la Universitat de Barcelona conserva una dotzena d'obres publicades per Samsó Arbús, així com un exemple de les seves marques d'impressor, que el que van identificar al llarg de la seva trajectòria professional.